# Toques
Toques è un comune spagnolo di 1 302 abitanti situato nella comunità autonoma della Galizia.